# ABC (hudební skupina)
ABC je anglická new wave skupina, která byla populární v 80. letech 20. století. ABC se skládala z Marka Lickleyho, Andyho Newmarka, Davida Yarrita, Marka Whiteho, Glenn Gregoryho a dalších. ABC byla vytvořena v roce 1980. Kapela následovala novoromantickou vlnu, kterou se nechaly unášet například kapely Spandau Ballet, Duran Duran a jiné. Jsou známé i tím, že propojily syntezátory s orchestrem, čímž vykouzlily jejich typický nablýskaný popově-orientovaný sound. Mezi jejich nejslavnější alba mimo jiné patří konceptuální album The Lexicon of Love ze které pocházejí romantické písně jako "Poison Arrow", "The Look of Love" či "tears Are Not Enough". Album produkoval legendární producent Trevor Horn.

## Kapela
- Martin Fry – zpěv
- Mark White – kytara, keyboard (1980-1992)
- Stephen Singleton – saxofon (1980-1984)
- Mark Lickley – bas (1980-1982)
- David Palmer – perkuse
- David Robinson – perkuse (1980-1982)
- Andy Newmark – perkuse (1983)
- Alan Spenner – bas (1983)
- Fiona Russell-Powell – zpěv, perkuse(1985)
- David Yarritu – zpěv(1985)
- Glenn Gregory – zpěv (1995-1997)
- Keith Lowndes – kytara (1995-1997)

## Diskografie

### Single
- Tears Are Not Enough (1981)
- Poison Arrow (1982)
- The Look of Love (1982)
- All Of My Heart (1982)
- That Was Then But This Is Now (1983)
- S.O.S. (1984)
- Be Near Me (1985)
- How To Be A Millionaire (1986)
- Vanity Kills (1986)
- Ocean Blue (1986)
- When Smokey Sings (1987)
- The Night You Murdered Love (1987)
- King Without a Crown (1988)
- One Better World (1989)
- The Real Thing (1989)
- The Look of Love '90 (1990)
- Love Conquers All (1991)
- Say It (1991)
- Rolling Sevens (1997)
- Skyscraping (1997)
- Stranger Things (1997)
- Peace and Tranquility (2001)
- The Very First Time (2008)
- Ride (2008)
- Love Is Strong (2008)

### Alba
- The Lexicon of Love (1982)
- Beauty Stab (1983)
- How to Be a...Zillionaire! (1985)
- Alphabet City (1987)
- Up (1989)
- Absolutely (1990)
- Abracadabra (1991)
- Skyscraping (1997)
- The Lexicon of Live (1999)
- Look of Love – The Very Best of ABC (2001)
- Traffic (2008)